# Apicia aurana
Apicia aurana là một loài bướm đêm trong họ Geometridae.